# R/S-stavki
Standardna opozorila R (stavki R, iz angleškega Risk – nevarnost) in standardna obvestila S (stavki S, iz angleškega Safety – varnost) za označevanje nevarnih snovi in pripravkov, so sistem standardnih kod in stavkov za označevanje nevarnih kemikalij in pripravkov.
R/S stavek kemikalije je sestavljen iz opozorilnega dela R, ki opisuje nevarnost, in obvestilnega dela S, ki predpisuje ukrepe za varno delo in ukrepe ob morebitni nezgodi. Vsak opozorilni stavek ima poleg črkovne oznake R ali S tudi številko, na primer S22 in R11, ki ustreza podrobnemu opisu nevarnosti oziroma ukrepa. Vsebina stavkov R in S je v vseh jezikih popolnoma enaka. 
Stavke R in S so od leta 2015 zamenjali stavki o nevarnosti in stavki o varnostnih ukrepih, s čimer se bo razvršćanje, označevanje in pakiranje kemikalij uskladilo z Globalno usklajenim sistemom za razvrščanje in označevanje kemikalij (GHS).

## Primer
R/S stavek za koncentrirano 37% klorovodikovo kislino (HCl) se glasi:
R:34-37, S: 26-36-45
kar ustreza naslednjim opisom:
Nevarnosti
R34: Povzroča opekline.
R37: Draži dihala.
Varnost
S26: Če pride v oči, takoj izprati z obilo vode in poiskati zdravniško pomoč.
S36: Nositi primerno zaščitno obleko.
S45: Ob nezgodi ali slabem počutju, takoj poiskati zdravniško pomoč. Po možnosti pokazati etiketo.
Črtice med številkami ločujejo posamezne stavke in ne pomenijo območja od-do. Kombinacije več stavkov so označene s poševnico. Primer: 
R36/37/38: draži oči, dihala in kožo.
Podrobni opisi nevarnosti in varnostnih ukrepov so v varnostnih listih snovi.